# The Glorious Adventure
The Glorious Adventure é um filme britânico de 1922, dirigido por James Stuart Blackton, com roteiro escrito por Felix Orman e estrelado por Lady Diana Cooper, Gerald Lawrence, Cecil Humphreys e Victor McLaglen. Foi lançado pela United Artists.